# Syndrome des taches blanches

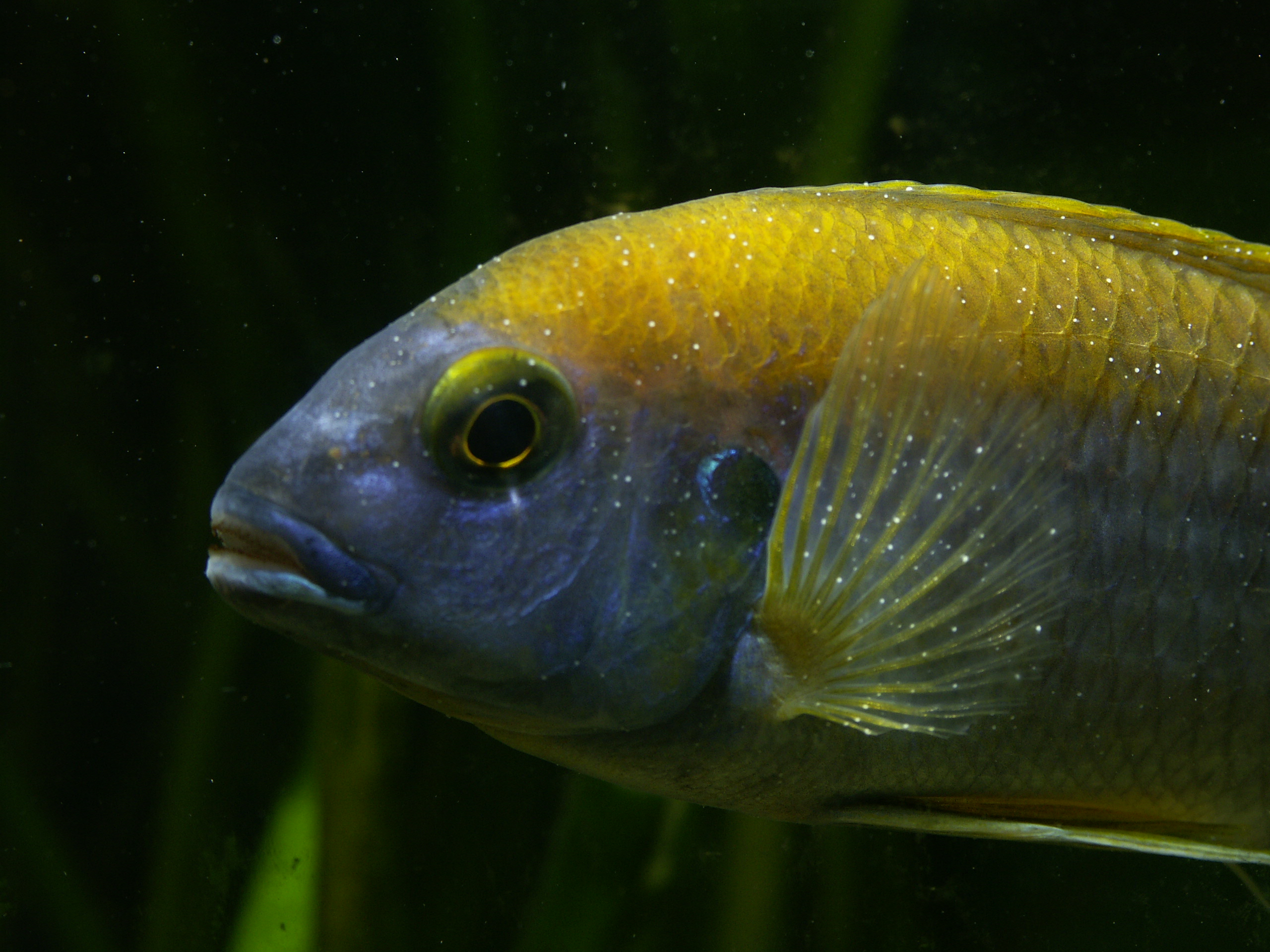
Cichlidé touché par le syndrome des taches blanches

Le syndrôme des taches blanches, aussi appelé Ichthyophtirius multifiliis, est une infection virale qui touche des crevettes Pénaéides et les poissons d'eau douce. Cette maladie hautement contagieuse et létale tue les crevettes très rapidement.
Des épidémies de la maladie des taches blanches ont affecté des élevages aquacoles de crevettes dans le monde entier, éliminant en l'espace de quelques jours des populations entières.
La maladie est provoquée par une famille de virus apparentés regroupés sous le nom de « virus des taches blanches » et la maladie est désignée sous le nom de « syndrome du virus des taches blanches ».
La première épidémie due à ce virus signalée dans le monde s'est produite en 1992 à Taïwan (Chen, 1995). Le virus s'est ensuite répandu dans le Sud-Est asiatique[réf. nécessaire].
Le syndrome du virus des taches blanches n'affecte pas les êtres humains et la consommation éventuelle de crevettes infectées ne présente aucun risque pour la santé humaine.
Le 31 octobre 2011, a été déposé le brevet d'un vaccin contre le virus causant le syndrome des taches blanches.

### Pages liées
- Épizootie